# Karos (plaats)
Karos is een plaats (község) en gemeente in het Hongaarse comitaat Borsod-Abaúj-Zemplén. Karos telt 542 inwoners (2001).